# روكسان بيكفورد
روكسان بيكفورد (بالإنجليزية: Roxanne Beckford)‏ هي ممثلة أمريكية، ولدت في 17 نوفمبر 1969 في كينغستون في جامايكا.

## وصلات خارجية
- الموقع الرسمي
- روكسان بيكفورد على موقع IMDb (الإنجليزية)
- روكسان بيكفورد على موقع أول موفي (الإنجليزية)
- روكسان بيكفورد على موقع قاعدة بيانات الفيلم (الإنجليزية)